# Francisco Cases Andreu

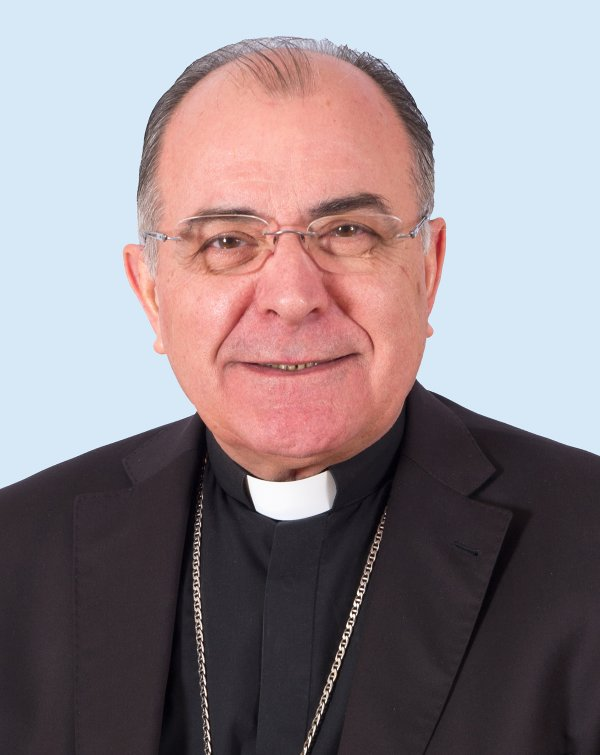
Bischof Francisco Cases Andreu

Bischofswappen von Francisco Cases Andreu

Francisco Cases Andreu (* 23. Oktober 1944 in Orihuela, Provinz Alicante) ist ein spanischer Geistlicher und emeritierter römisch-katholischer Bischof der Kanarischen Inseln mit Sitz in Las Palmas de Gran Canaria.

## Leben
Francisco Cases Andreu empfing am 14. April 1968 die Priesterweihe für das Bistum Orihuela-Alicante. Als Seelsorger war er unter anderem in der Gemeinde Nuestra Señora del Rosario tätig. Von 1975 bis 1982 studierte er an der Päpstlichen Universität Gregoriana in Rom, wo er den Doktortitel der Theologie erwarb.
Papst Johannes Paul II. ernannte ihn am 22. Februar 1994 zum Weihbischof in Orihuela-Alicante und zum Titularbischof von Timici. Die Bischofsweihe spendete ihm der Apostolische Nuntius in Spanien, Erzbischof Mario Tagliaferri, am 10. April desselben Jahres. Mitkonsekratoren waren der Bischof von Orihuela-Alicante, Francisco Álvarez Martínez, und der Erzbischof von Valencia, Agustín García-Gasco Vicente.
Am 26. September 1996 wurde er zum Bischof von Albacete ernannt. Papst Benedikt XVI. ernannte ihn am 26. November 2005 zum Bischof der Kanarischen Inseln. Die Amtseinführung fand am 27. Januar des folgenden Jahres statt.
Am 6. Juli 2020 nahm Papst Franziskus das von Francisco Cases Andreu aus Altersgründen vorgebrachte Rücktrittsgesuch an.